# Винтрих
Винтрих (њем. Wintrich) општина је у њемачкој савезној држави Рајна-Палатинат. Једно је од 107 општинских средишта округа Бернкастел-Витлих. Према процјени из 2010. у општини је живјело 954 становника. Посједује регионалну шифру (AGS) 7231133.

## Географски и демографски подаци
Винтрих се налази у савезној држави Рајна-Палатинат у округу Бернкастел-Витлих. Општина се налази на надморској висини од 140 метара. Површина општине износи 17,6 km². У самом мјесту је, према процјени из 2010. године, живјело 954 становника. Просјечна густина становништва износи 54 становника/km².